# Андрушкевичи
Андрушкевич (пол. Andruszkiewicz) — дворянский род.
Викентий и Иосиф Андрушкевичи, жалованы 11.12.1869 дипломом на потомственное дворянское достоинство.

## Описание герба
В чёрном щите золотая могила увенчанная тремя таковыми же трилистными, длинными крестами, из коих первый — в столб, второй — в перевязь вправо, а третий — в перевязь влево. На щите дворянский коронованный шлем. Нашлемник: пять страусовых перьев, среднее и боковые — черные, а другие — золотые. Намёт на щите чёрный, подложенный золотом. 
Герб Андрушкевичей внесен в Часть 1 Сборника дипломных гербов Российского Дворянства, невнесенных в Общий Гербовник, стр. 35.